# 以色列衛生部
卫生部（希伯來語：‎）是以色列政府的一个部门，负责制定卫生政策、规划和监督和协调该国的医疗保健服务。此外该部还負責维护综合医院、精神病医院、心理健康诊所和慢性病设施。